# ハンス・ホルネフ
ハンス・ホルネフ（Hans Horneff, 生没年不詳）は、悪役と外国の演劇を計画するドイツの俳優。

## 映画
- カメラ・トップ屋　お嬢さんが狙ってる／お色気無手勝流   (1961年, 小石栄一監督,  東映)  -  大使
- モーガン警部と謎の男  (1961年, 関川秀雄監督,  東映)  -  エド・トーマス
- ヒマラヤ無宿　心臓破りの野郎ども  (1961年,  小沢茂弘監督, 東映)  - 外国観光団幹事
- 国際秘密警察 虎の牙 (1964年, 福田純監督, 東宝) - ベランコ
- 香港の白い薔薇   (1965年,  福田純監督, 東宝)  -  ウィリアム・スタンレー
- 大冒険  (1965年,  古澤憲吾監督, 東宝)  -  副長
- クレージー黄金作戦  (1967年,  坪島孝監督, 東宝) - アルの手下
- クレージーの怪盗ジバコ (1967年,  坪島孝監督, 東宝) - ウナ・ギーメシ
- 荒野の渡世人  (1968年,  佐藤純彌監督,  東映)  - 執事
- 空想天国  (1968年, 松森健監督,  東宝) - 男Ｂ
- お熱い休暇  (1968年,  平山晃生監督, 東宝) - ガストン所長
- 旅に出た極道  (1969年,  佐藤純彌監督,  東映) - ヘンリー

## テレビドラマ
- ジャイアントロボ  (1967年-1968年, 東映) 第６話「忍者怪獣ドロゴン」- フレンコフ首相
- マイティジャック  (1968年,  円谷プロダクション)  第 11 話  「甘い爆弾にくらいつけ!」-  ブラッド潜水艦艦長